# Glossaire de l'analyse schenkérienne
Ceci est un glossaire de l'analyse schenkérienne, une méthode d'analyse musicale de la musique tonale fondée sur les théories d'Heinrich Schenker (1868-1935). Le glossaire proposé ici s'inspire notamment de celui du blog d'analyse schenkérienne.
- Haut – A
- B
- C
- D
- E
- F
- G
- H
- I
- J
- K
- L
- M
- N
- O
- P
- Q
- R
- S
- T
- U
- V
- W
- X
- Y
- Z

## A
Accord de la nature: voir Klang

Anstieg: voir Montée initiale.
- Arpégiation (Brechung): élaboration élémentaire d'une harmonie. Cas particuliers: Arpégiation de la basse et Arpégiation de premier ordre. Voir aussi Déploiement.
- Arpégiation de la basse (Baẞbrechung): formule I-V-I à l'arrière-plan de l'œuvre musicale; ce concept appartient à la version finale de la théorie schenkérienne, à partir de 1930. Voir aussi Analyse schenkérienne: L'arpégiation de la basse.
- Arpégiation de premier ordre ou arpégiation initiale: mouvement arpégé menant à la note de tête de la structure originelle. Le terme a été proposé par Forte & Gilbert[1]. Voir aussi Analyse schenkérienne: Arpégiation initiale.
- Arrière-plan (Hintergrund): niveau structurel de la structure originelle.

Ausfaltung: voir Déploiement.

Auskomponierung: voir Élaboration.

Auẞensatz: voir Structure originelle.
- Avant-plan (Vordergrund): niveau structurel le plus proche de la surface de l'œuvre; le terme représente parfois la partition elle-même.

## B
Baẞbrechung: voir Arpégiation de la basse.

Brechung: voir Arpégiation.

## C
- Conduite des voix: «L'étude de la conduite des voix est l'étude des principes qui régissent la progression des voix constitutrices d'une composition tant séparément qu'en combinaison entre elles. Dans la tradition schenkérienne, cette étude commence par le contrepoint d'espèce strict»[2].
- Couplage (Koppelung): «mise en relation de deux registres distants d'une octave»[3]. Le couplage est souvent le résultat d'un transfert de registre où la voix transférée maintient un lien avec son registre d'origine.

## D
Deckton: voir Note de couverture.
- Degré (Stufe): «Le degré illustre une unité abstraite plus élevée [que la triade], de telle sorte qu'il comprend parfois plusieurs harmonies [...]. En d'autres termes: même si, dans certaines circonstances, plusieurs harmonies semblent analogues à des triades ou des septièmes indépendantes, elles peuvent néanmoins se réduire à une somme triadique, par exemple do mi sol, en conséquence de quoi tout l'ensemble devrait être subsumé sous le concept de la triade sur do, comme degré»[4].
- Déploiement (Ausfaltung): Transformation d'un accord en une succession horizontale (voir Arpégiation), soit qu'une note de la voix supérieure fasse suite à une autre d'une voix intérieure (ou inversement), soit qu'un lien du même ordre se produise dans une succession d'accords[5]. Dans certains cas, deux mélodies peuvent être écrites en  une seule ligne, sautant continument d'une voix à l'autre: on parle alors de «mélodie composite». Voir Couplage. Voir aussi Analyse schenkérienne : Déploiement.
- Diminution: «Processus par lequel un intervalle formé de notes de valeurs plus longues est exprimé par des notes de valeurs plus courtes»[6]. En vérité, la diminution peut concerner aussi bien une seule note de valeur longue, exprimée par plusieurs notes de valeurs courtes. Ce concept, qui provient de la théorie de la musique baroque, est souvent nommé en français «monnayage».
- Diviseur (Teiler): division consonante d'un intervalle consonant: l'octave peut être divisée à la quinte («diviseur à la quinte», Quintteiler) et la quinte peut être divisée à la tierce («diviseur à la tierce», Terzteiler). Schenker avait aussi imaginé un «diviseur à la quarte» (ou à la quinte inférieure)[7], mais il a apparemment abandonné cette idée après 1926, probablement parce que le diviseur à la quarte n'appartient pas à la triade divisée. Tout accord sur la tierce ou la quinte apparaissant à l'intérieur d'un degré en est d'abord le diviseur; il peut devenir un accord indépendant à un niveau ultérieur. Voir aussi Analyse schenkérienne : Diviseur à la quinte.

## E
- Échange des voix (Stimmtausch): «Une formule qui concerne deux voix seulement, dans laquelle les voix échangent littéralement leurs notes»[8]. Voir Analyse schenkérienne: Échange des voix.
- L'Écriture libre: Titre de la traduction française de Der freie Satz (2e édition, 1956)[9].
- Élaboration (Auskomponierung): processus par lequel une note, un intervalle ou un accord sont à même de régir des espaces entiers de musique, parfois même sans y sonner concrètement. Voir Analyse schenkérienne: Élaboration. Le néologisme allemand Auskomponierung est formé sur le modèle de Ausarbeitung, «Élaboration», retenu ici mais dont il faut comprendre que le «labeur» en question est celui de la composition. Les schenkériens américains ont parfois traduit le mot littéralement en composing-out, mais utilisent plus souvent Prolongation qui souligne que le processus d'élaboration a pour but de prolonger l'espace de temps régi par l'élément élaboré. Schenker lui-même utilise cependant Prolongation dans un sens un peu différent.
- Espace tonal[10]: L'un des principes les plus généraux de l'analyse schenkérienne: les intervalles entre les notes de la triade de tonique forment un espace tonal comblé par des notes de passage et des notes voisines, produisant de nouvelles triades et de nouveaux espaces tonals, ouverts à des élaborations ultérieures jusqu'à ce que la surface de l'œuvre soit atteinte.

## F
Fernhören: voir Structural Hearing.
- Free Composition: Titre de la traduction américaine (1979) de Der freie Satz (2e édition, 1956). Voir L'Écriture libre.

## H
Hintergrund: voir Arrière-plan.

Höherlegung: voir Transfert de registre

## K
- Klang: Le son complexe formé des cinq premières notes de la série harmonique (et de leurs multiples), suggérant un modèle pour la triade majeure.

Kopfton: voir Note de tête.

Koppelung: voir Couplage.

## L
- Ligne originelle (Urlinie) : L'aspect mélodique de la structure originelle, une descente par mouvement conjoint depuis l'une des notes de la triade de tonique ; l'arpégiation de la basse constitue l'aspect harmonique. La notion de la ligne originelle descendante appartient à la version finale de la théorie schenkérienne, à partir de 1930 : dans les écrits antérieurs de Schenker, les lignes originelles étaient parfois ascendantes[11]. La première note de la ligne originelle est sa note de tête. Voir aussi Analyse schenkérienne : La ligne fondamentale.

## M
- Mélodie composite: voir Déploiement

Mischung: voir Mixture

Mittelgrund: see Plan moyen
- Mixture (Mischung): changement de mode de la tonique (majeur à mineur ou mineur à majeur).
- Montée initiale (Anstieg): mouvement ascendant vers la Note de tête de la Ligne originelle.

## N
- Niveau structurel (Schicht): Schenker utilise le terme « niveau » surtout dans l'expression « niveaux de la conduite des voix », qui dénote les niveaux successifs dans lesquels la Structure fondamentale se développe jusqu'à former l'Avant-plan. L'expression « niveau structurel » (Structural level) a été proposée probablement pour la première fois par Allen Forte[12].
- Note de couverture (Deckton): « note d'une voix médiane qui semble hissée au-dessus de la diminution de l'avant-plan et qui attire ainsi constamment l'attention de l'oreille, bien que la marche véritable de la conduite des voix se fasse en dessous d'elle »[13]. La note de couverture résulte souvent d'un transfert de registre ascendant  ou d'un couplage, mais « le principal flux d'activité mélodique demeure à la voix déplacée, tandis que la voix qui opère le déplacement fonctionne comme « couverture »[14].
- Note de tête (Kopfton): la première note de la Ligne originelle. Par définition, c'est l'une des trois notes de la triade de tonique, la tierce, la quinte ou l'octave.
- Note voisine (Nebennote): note étrangère qui s'écarte d'une note d'un accord, normalement par mouvement conjoint ascendant ou descendant, et qui y revient; ce mouvement produit souvent une dissonance. Dans les graphes schenkériens, la note voisine est souvent marquée «NV».

## O
Obligate Lage: voir Registre obligé.

## P
- Progression linéaire ou Progression conjointe (Auskomponierungszug ou Zug): élaboration par note(s) de passage en mouvement conjoint entre deux notes d'un accord[15].
- Prolongation: voir Élaboration. Schenker utilise le mot allemand Prolongation, qui vient peut-être d'un langage juridique, pour dénoter l'extension à l'écriture libre d'une règle du contrepoint strict, notamment dans le passage d'un niveau structurel à un autre, à tel point que le mot allemand Prolongation paraît souvent dénoter chez lui ce passage lui-même. Le mot a été repris par les schenkériens américains (ainsi que dans certains usages français) dans le sens d'«élaboration».

## R
- Registre obligé (obligate Lage): «Aussi loin que le déploiement compositionnel puisse s'écarter du registre véritable [...], il conserve toujours une tendance à y revenir»[16]. Cette tendance est souvent satisfaite, mais pas toujours. Schenker appelle ailleurs ce «registre véritable» le registre «obligé».

## S
Schicht: voir Niveau structurel.

Stimmtausch: voir Échange des voix.
- Strata: terme utilisé par John Rothgeb pour traduire Schicht (voir Niveau structurel) dans l'Introduction to the Theory of Heinrich Schenker d'Oswald Jonas[17].
- Structural hearing «Audition structurelle»: titre de l'ouvrage influent de Felix Salzer (1952)[18]. L'expression pourrait provenir d'«audition à distance» (Fernhören), que Schenker a utilisé dans Der Tonwille 1 et 2 (1921 et 1922)[19], et que Furtwängler a citée dans son article «Heinrich Schenker. Ein zeitgemäßes Problem» de 1947[20].
- Structure originelle (Ursatz): «L'arrière-plan, en musique, est représenté par une structure contrapuntique que j'ai appelée la structure fondamentale»[21]. Un nombre croissant de schenkériens pensent que structure fondamentale n'est pas une bonne traduction de l'allemand Ursatz (voir Fundamental structure#Terminology): bien que ce terme ait été utilisé dans la traduction française de Der freie Satz, il semble devoir être remplacé par structure originelle. Celle-ci consiste en la Ligne originelle contrepointée par l'Arpégiation de la basse, qui forment ensemble un contrepoint de lignes extérieures (Auẞensatz).
- Stufe: voir Degré.
- Surface: terme par lequel Schenker désigne parfois la partition, comme niveau structurel le plus élaboré de l'œuvre.
- Surmarche (Übergreifen): élaboration par laquelle une voix inférieure descendante est transféré au-dessus de la voix supérieure (descendante) par un transfert de registre. Plusieurs surmarches successives peuvent produire un effet de mouvement ascendant. La traduction «Surmarche» a été proposée par N. Meeùs dans L'Écriture libre. Voir aussi List of the mentions of Übergreifen in Schenker's published writings.

## T
Teiler: voir Diviseur.

Tieferlegung: voir Transfert de registre.
- Transfert de registre: déplacement d'une ou plusieurs voix dans un autre registre, plus élevé (Höherlegung) ou plus grave (Tieferlegung) d'une octave.

## U
Übergreifen: voir Surmarche.

Urlinie: voir Ligne originelle.
- Urlinietafel: «Table [ou «graphe»] de la ligne originelle», réduction rythmique de la partition par laquelle Schenker a souvent commencé ses analyses.Voir Analyse schenkérienne: notation.

Ursatz: voir Structure originelle.

## V
Vordergrund: voir Avant-plan.

## Z
Zug: voir Progression linéaire.